# 르완다의 대통령 목록

이 문서는 르완다의 대통령 목록이다.
| 재임 기간                            | 이름                                         | 출신 및 소속 정당    | 비고                                    |
| ------------------------------------ | -------------------------------------------- | -------------------- | --------------------------------------- |
| 르완다 공화국                        | 루안다-우룬디의 일부                         | 루안다-우룬디의 일부 | 루안다-우룬디의 일부                    |
| 1961년 1월 28일 ~ 1961년 10월 26일   | 도미니크 음보뉴무트와, 임시 대통령           | Parmehutu            | 후투인                                  |
| 1961년 10월 26일 ~ 1962년 7월 1일    | 그레구아르 카이반다, 대통령                  | Parmehutu            | 후투인                                  |
| 르완다 공화국 (République du Rwanda) |                                              |                      |                                         |
| 1962년 7월 1일 ~ 1973년 7월 5일      | 그레구아르 카이반다, 대통령                  | Parmehutu            | 후투인; 축출                            |
| 1973년 7월 5일 ~ 1973년 8월 1일      | 쥐베날 하브자리마나, 평화국가통합위원회 의장 | Mil                  | 후투인; 암살됨                          |
| 1973년 8월 1일 ~ 1994년 4월 6일      | 쥐베날 하브자리마나, 대통령                  | Mil/MRND             | 후투인; 암살됨                          |
| 1994년 4월 8일 ~ 1994년 7월 19일     | 테오도르 신디쿠브와보, 임시 대통령           | MRND                 | 후투인; 르완다 학살이 끝난 이후 도망감. |
| 1994년 7월 19일 ~ 2000년 3월 23일    | 파스퇴르 비지뭉구, 대통령                    | RPF                  | 후투인; 사임함                          |
| 2000년 3월 24일 ~ 2003년 9월 12일    | 폴 카가메, 과도정부 대통령                   | RPF                  | 투치인                                  |
| 2003년 9월 12일 ~ 2010년 8월 25일    | 폴 카가메, 대통령                            | RPF                  | 투치인                                  |
| 2010년 8월 25일 ~ 2017년 8월 4일     | 폴 카가메, 대통령                            | RPF                  | 투치인                                  |
| 2017년 8월 4일 ~ 2024년 8월 11일     | 폴 카가메, 대통령                            | RPF                  | 투치인                                  |
| 2024년 8월 11일 ~                    | 폴 카가메, 대통령                            | RPF                  | 투치인                                  |

## 보기
- Parmehutu - 후투 해방운동당
- MRND - 국가개발혁명운동
- RPF - 르완다 애국전선
- Mil - 군인

## 같이 보기
- 르완다의 왕 목록
- 르완다의 총리